# Philodendron bakeri
Philodendron bakeri är en kallaväxtart som beskrevs av Thomas Bernard Croat och Michael Howard Grayum. Philodendron bakeri ingår i släktet Philodendron och familjen kallaväxter. Inga underarter finns listade.